# Goldener Spatz 1993
Das 8. Deutsche Kinder-Film & Fernseh-Festival „Goldener Spatz“ fand vom 23. bis 28. März 1993 in Gera statt. Veranstalter des Festivals war erstmals die Deutsche Kindermedienstiftung Goldener Spatz. Zudem bestand die Kinderjury erstmals aus Kindern und Jugendlichen aus der gesamten Bundesrepublik.

## Beschreibung
Nachdem das Deutsche Kinder-Film & Fernseh-Festival „Goldener Spatz“ im Jahr 1991 nur unter erschwerten finanziellen und organisatorischen Bedingungen stattfinden konnte, wurde für eine sichere Fortführung des Festivals am 23. März 1993 die Deutsche Kindermedienstiftung Goldener Spatz gegründet. Die Stiftung ist seitdem Träger des Festivals. Gründungsstifter sind der MDR (als Vertreter der ARD), das ZDF, RTL und die Stadt Gera. Gründungsbeauftragte der Stiftung war die Produzentin Elke Ried, die zugleich auch die Festivalleitung innehatte.
Das Wettbewerbsprogramm unterteilte sich in sechs Kategorien: Kino- und Fernsehfilm, Kurzspielfilm, Serie/Reihe, Dokumentation/Magazin, Unterhaltung/Magazin und Animation. Neben den Wettbewerbsfilmen wurde auch ein Informationsprogramm bestehend aus 15 weiteren deutschen Produktionen gezeigt. Zudem feierten sieben internationale Kinderfilme (z. B. Mighty Ducks – Das Superteam und Kalle Stropp und sein Freund Boll) ihre Vorpremiere beim Festival.
Der bekannte DDR-Regisseur und ehemalige Festivalleiter Rolf Losansky wurde im Rahmen einer Retrospektive geehrt. In dieser wurden fünf seiner Kinderfilme gezeigt.
Die Kinderjury bestand aus 30 Jungen und Mädchen, die für die Filmsichtung und Preisverleihung erstmals aus dem gesamten Bundesgebiet nach Gera reisten. Die Fachjury setzte sich aus Experten der Medienbranche zusammen (u. a. Carmen Blazejewski, Tilmann P. Gangloff und Margit Voss).
Mit dem traditionellen Familien-Film-Fest fand die achte Ausgabe des Deutschen Kinder-Film & Fernseh-Festivals „Goldener Spatz“ seinen Abschluss.

## Preisträger

### Preise der Kinderjury
- Kino- und Fernsehfilm: Das Heimweh des Walerjan Wróbel, Regie: Rolf Schübel
- Kino- und Fernsehfilm: Die Lok, Regie: Gerd Haag
- Kurzspielfilm: Erste Begegnung (aus der Reihe Hier und Jetzt), Regie: Herrmann Zschoche
- Serie/Reihe: Sherlock Holmes und die sieben Zwerge, Regie: Günter Meyer
- Dokumentation/Magazin: Delphingeschichten, Regie: Uwe Kersken
- Unterhaltung/Magazin: Die Flop-Show, Regie: Sven Fleck
- Animation: Rinnsteinpiraten, Regie: Christina Schindler[3]

### Preise der Fachjury
- Kino- und Fernsehfilm: Das Heimweh des Walerjan Wróbel, Regie: Rolf Schübel
- Kurzspielfilm: Das geborgte Gesicht, Regie: Brigitta Dresewski
- Serie/Reihe: Käpt’n Blaubärs Seemannsgarn, Regie: Wolf-Armin Lange
- Dokumentation/Magazin: Meine erste Cobra, Regie: Christian Weisenborn
- Unterhaltung/Magazin: Telewischen, Regie: Jana von Rautenberg
- Animation: Rinnsteinpiraten, Regie: Christina Schindler
- Spezialpreis der Fachjury: Der kleine Eisbär, Regie: Theo Kerp[3]

### Förderpreis der Ostthüringer Zeitung
- an Thomas Draeger und Heike Lagé für die ZDF-Reihe Hier und Jetzt[3]